# بنرپاس
بنرپاس (به هلندی: Bonrepas) یک منطقهٔ مسکونی در هلند است که در کریمپنروارد واقع شده‌است. بنرپاس ۵۰ نفر جمعیت دارد.